# Isole Selvagge
Le Isole Selvagge (portoghese: Ilhas Selvagens) sono un piccolo arcipelago nell'Oceano Atlantico settentrionale, tra Madera e le isole Canarie a 30°04′N 15°56′W. Hanno una superficie complessiva pari a 2,73 km², attualmente sono popolate da quattro abitanti permanenti sulla Selvaggia Grande e due semipermanenti sulla Selvaggia Piccola, guardie del Parco Naturale di Madera. Non presentano sorgenti d'acqua dolce.
Le isole Selvagge ospitano due fari, gestiti dall'Autorità Marittima Portoghese, entrambi entrati in funzione nel 1977: uno sull'isola Selvaggia Grande, situato sul Pico de Atalaia, abbastanza vicino alla costa occidentale dell'isola; l'altro sull'isola Selvaggia Piccola, situato sul Pico do Veado.

## Geografia
L'arcipelago è formato da due gruppi di isole e isolotti. Il gruppo di nordest che comprende l'Isola Selvaggia Grande e tre piccoli isolotti chiamati "Palheiro da Terra", "Palheiro do Mar" e "Sinho", e il gruppo di sudovest che comprende la Selvaggia Piccola, l'isolotto di Fora e numerosi isolotti più piccoli fra i quali quelli chiamati "Alto", "Comprido", "Redondo", "Pequeno", "Grande", "Ilhéu do Sul" e il gruppetto degli "Ilhéus do Norte".
Un'estesa barriera di scogli circonda l'arcipelago e rende difficile l'approdo alle coste delle sue isole.
La Selvaggia Grande e la Selvaggia Piccola distano fra loro di una quindicina di chilometri.

## Riserva naturale
Nel 1971, il governo portoghese acquistò le isole e conferì loro lo statuto di riserva naturale, sotto l'egida del Consiglio d'Europa. La riserva naturale delle Isole Selvagge fu istituita come parte del Parco Nazionale di Madera. È questa una delle più antiche riserve naturali del Portogallo. La zona naturale include anche la frangia di costa fino ad una profondità di 200 metri. Una sorveglianza permanente è stata istituita fin dal 1976. Nel 1978, le isole prendono lo statuto di Riserva Nazionale. Dal 1992 la riserva è insignita del Diploma europeo delle aree protette.
Nel 2002, sono incluse nella lista indicativa del patrimonio mondiale dell'UNESCO. L'accesso alle isole è ristretto e subordinato ad un'autorizzazione rilasciata dal Parco Naturale di Madera.

## Contesa territoriale
A causa della posizione geografica vicina alle isole Canarie e della presa di possesso da parte dei portoghesi, queste isole sono state oggetto di un contenzioso territoriale fra Spagna e Portogallo.
La sovranità sulle isole è stata assegnata al Portogallo nel 1938, ma la Spagna non ha mai riconosciuto ufficialmente questa sovranità fino al 1997 in un'ammissione formale durante un vertice della NATO. 
In particolare, la Spagna non riconosceva alcuna zona economica esclusiva portoghese attorno a queste isole, poiché considerava che le condizioni definite dalla Convenzione delle Nazioni Unite sul diritto del mare non erano soddisfatte. Nel 2015, la Spagna ha restituito ufficialmente le isole al Portogallo. Nel corso degli ultimi decenni del XX secolo, a seguito di un accordo siglato da Portogallo e Spagna per il permesso di sorvolazione, alcune imbarcazioni spagnole sono state intercettate nelle acque controllate dal Portogallo e alcuni aerei militari spagnoli hanno effettuato sorvoli al di sopra di queste isole.